# بنیان‌های ساخت‌گرا
بنیان‌های ساخت‌گرا یا شالوده‌های ساخت‌گرا (Constructivist Foundations) مجله‌ای‌ست آکادمیک و بین رشته‌ها که هر چهارماه یک بار منتشر شده، و تمرکز آن بر روی شیوه‌های ساخت‌گرا در علوم و فلسفه است.

## اهداف
مطالعات بین رشته‌ها پیرامون تمامی اشکال و فرم‌های گوناگون علوم ساخت‌گرا، مخصوصا:
- ساخت‌گرایی ریشه‌ای[۲]
- سیبرنتیک درجهٔ دوم[۳]
- زیست‌شناسی شناختی[۴] و نظریهٔ سیستم‌های اتوپوئیتیک[۵]
- فلسفهٔ بدون زوجیت[۶]
- سیبرسمیوتیک[۷]
- ساختاردهی به تجارب شناختی[۸]
- شناخت‌شناسی ساخت‌گرای تکاملی[۹]

و نظائر آن‌ها.
وجوه مشترک شیوه‌های ساخت‌گرا را می‌توان اینطور خلاصه کرد:
- شیوه‌های ساخت‌گرا جدایی و دوگانگی دکارتی عالم عینی و آفاقی[۱۰] بیرون، و دنیای تجربیات شخصی درون[۱۱] را زیر سؤال می‌برد. در نتیجه، این گونه روش‌های نو دخیل دانستن مشاهده‌گر در تبیینات و توضیحات علمی را طلب می‌نمایند.
- به هنگام اعمال شیوه‌های ساخت‌گرا، اصالت و میسر بودن نمایش مردود دانسته می‌شود، چرا که، دانش عبارت از فرایندی شناختی و وابسته به سیستم می‌شود، تا اینکه فقط نگاشت جهانی عینی، بر روی ساختارهای شناختی درونی[۱۲] و شخصی باشد.
- ادعای اینکه دانش به سمت واقعیات میل می‌کند را، شیوه‌های ساخت‌گرا، باطل و ناصحیح دانسته، و اعتقاد دارد، که وا قعیت‌ها را خود شخص است که می‌سازد و آن‌ها را به دست می‌آورد، تا اینکه، به‌طور غیر فعال و بی‌ارتباط با مشاهده‌گر فقط به‌وسیلهٔ او دریافت شوند.

## پانوشته‌ها
1. ↑  Constructivist sciences
2. ↑  Radical constructivism
3. ↑  Second order cybernetics
4. ↑  Biology of cognition
5. ↑  The theory of autopoietic systems
6. ↑  Non-dualizing philosophy
7. ↑  Cybersemiotics
8. ↑  Epistemic structuring of experience
9. ↑  Constructivist evolutionary epistemology
10. ↑  Objective world
11. ↑  Subjective experience
12. ↑   Subjective